# Juliana Paiva
Juliana Paiva dos Santos (Rio de Janeiro, 28 de março de 1993), mais conhecida como Juliana Paiva, é uma atriz brasileira. Ficou conhecida ao interpretar Valquíria Spina em Ti Ti Ti (2010), Fatinha em Malhação 2012, Lili em Além do Horizonte, a vilã-cômica Cassandra em Totalmente Demais, Simone Garcia em A Força do Querer, Marocas em O Tempo Não Para, Luna/Fiona em Salve-se Quem Puder, e Electra em Família É Tudo.

## Biografia
Nascida na cidade do Rio de Janeiro, ainda criança mudou-se, com os seus pais, para a cidade de Fortaleza, no Ceará, onde morou até os 14 anos. Tempos depois, voltou à sua cidade de origem. Foi na adolescência, em Fortaleza, que resolveu seguir a profissão de atriz após as suas primeiras experiências no tablado. Em 2009, ingressou em uma agência de atores e logo teve sua estreia na televisão.

## Carreira
Durante sua pré-adolescência o pai de Juliana foi transferido para a cidade de Fortaleza-CE e foi na capital do Ceará que ela começou a fazer teatro amador, aos 11 anos. "Se eu não tivesse passado por lá, nada teria acontecido", declarou Juliana sobre o seu inicio nos tablados em Fortaleza. Seu primeiro trabalho televisivo foi na Rede Globo, na telenovela de Manoel Carlos Viver a Vida em 2009, em que fez uma breve participação como a modelo Diva. No mesmo ano, participou de Cama de Gato, onde viveu a personagem Beth. No cinema, participou do longa-metragem adolescente Desenrola, interpretando Tize. Já nos palcos, a artista fez parte da montagem da peça juvenil Alice e Gabriel, tendo o papel da protagonista Alice.
Em 2010, a atriz viveu Valquíria Spina na novela Ti Ti Ti. Por conta de sua atuação como Valquíria, foi indicada ao 13º prêmio Contigo! de TV na categoria "revelação da televisão". Em 2012 fez uma participação em Cheias de Charme interpretando Camila. No mesmo ano, interpretou Fatinha na vigésima temporada de Malhação. Sua atuação lhe rendeu indicações ao Prêmio Contigo! de TV, Capricho Awards e Prêmio Extra de Televisão. Ainda interpretando Fatinha participou da peça teatral em Papo Calcinha.
Em novembro de 2013, interpretou a protagonista Lili na telenovela Além do Horizonte. Em 2015, viveu um dos grandes momentos de sua carreira, ao interpretar a vilã cômica Cassandra, engraçada sem querer, que queria ficar famosa a qualquer custo no grande sucesso Totalmente Demais. Em 2017, interpretou a personagem Simone Garcia, na novela A Força do Querer. Em 2018, viveu a protagonista Marocas, na novela das sete O Tempo Não Para. Em 2020 protagoniza ao lado de Deborah Secco e Vitória Strada a novela Salve-se Quem Puder.
Em 2023, após o rompimento de seu contrato com a Globo, realiza os seus primeiros trabalhos fora da emissora com as séries Sutura, da Prime Video, além da terceira e última temporada do grande sucesso da Netflix, De Volta aos 15 no qual divide papel com Larissa Manoela. As duas obras estão previstas para serem lançadas em 2024, mesmo ano em que retorna a Globo para estrelar a 100ª novela do horário das 19h, Família É Tudo, como a problemática Electra, neta da protagonista, vivida por Arlete Salles.

## Vida pessoal
Entre 2016 e 2017 namorou por um ano e cinco meses o ator Juliano Laham. Em maio de 2018, durante as gravações da novela O Tempo Não Para, começou a namorar seu par romântico na trama, o ator Nicolas Prattes. O relacionamento chegou ao fim em março de 2019, após dez meses juntos. Em outubro de 2022, anunciou o seu namoro com o arquiteto Danilo Partezani.

## Filmografia

### Televisão
| Ano  | Título                        | Personagem                               | Notas                         |
| ---- | ----------------------------- | ---------------------------------------- | ----------------------------- |
| 2009 | Viver a Vida                  | Diva                                     | Episódio: "28 de setembro"    |
| 2009 | Cama de Gato                  | Beth                                     |                               |
| 2010 | Ti Ti Ti                      | Valquíria Spina (Val)                    |                               |
| 2012 | Cheias de Charme              | Camila                                   | Episódios: "12–13 de maio"    |
| 2012 | Malhação: Intensa como a Vida | Maria de Fátima dos Prazeres (Fatinha)   | Temporada 20                  |
| 2013 | Além do Horizonte             | Alice Barcelos Sampaio (Lili)            |                               |
| 2014 | Dança dos Famosos             | Participante                             | Temporada 11                  |
| 2014 | Malhação Sonhos               | Maria de Fátima dos Prazeres (Fatinha)   | Episódios: "9–11 de setembro" |
| 2015 | Totalmente Demais             | Sandra Regina Matoso (Cassandra)         |                               |
| 2016 | Totalmente Sem Noção Demais   | Sandra Regina Matoso (Cassandra)         |                               |
| 2017 | A Força do Querer             | Simone Garcia                            |                               |
| 2018 | O Tempo Não Para              | Maria Marcolina Sabino Machado (Marocas) |                               |
| 2020 | Salve-se Quem Puder           | Luna Furtado / Fiona Matteuchi           |                               |
| 2024 | Família É Tudo                | Electra Mancini                          |                               |
| 2024 | De Volta aos 15               | Filipa Vieira                            | Temporada 3                   |
| 2024 | Sutura                        | Anna Romanelli                           |                               |

### Cinema
| Ano  | Título                 | Personagem       |
| ---- | ---------------------- | ---------------- |
| 2010 | Desenrola              | Tize             |
| 2017 | Rúcula Com Tomate Seco | Suzana           |
| 2018 | O Homem Perfeito       | Mel Teixeira     |
| 2025 | Elio                   | Olga Solis (voz) |

### Videoclipe
| Ano  | Música                 | Cantor               |
| ---- | ---------------------- | -------------------- |
| 2014 | "Me Deixa Dançar"      | Johnny's             |
| 2014 | "A Vingança"           | Dilsinho             |
| 2014 | "Se Prepara"           | Dilsinho             |
| 2014 | "Vai Vendo"            | Lucas Lucco          |
| 2015 | "Gruda no Meu Coração" | Vitor Ferraz         |
| 2016 | "Dose Diária"          | Pedro Naves e Rafael |
| 2018 | "Não Desiste De Mim"   | Pedro Thomé          |

## Teatro
| Ano  | Título          | Personagem |
| ---- | --------------- | ---------- |
| 2011 | 3 Ferramentas   | [ 35 ]     |
| 2011 | Alice & Gabriel | Alice      |
| 2013 | Papo Calcinha   | Jutinha    |

## Prêmios e indicações
| Ano                         | Prêmio                             | Categoria                          | Trabalho            | Resultado |
| --------------------------- | ---------------------------------- | ---------------------------------- | ------------------- | --------- |
| 2010                        | Capricho Awards                    | Melhor Atriz Nacional              | Ti Ti Ti            | Indicada  |
| 2011                        | Prêmio Contigo! de TV              | Revelação da TV                    | Ti Ti Ti            | Indicada  |
| 2013                        | Prêmio Extra de Televisão          | Ídolo Teen                         | Malhação            | Indicada  |
| 2013                        | Capricho Awards                    | Melhor Atriz Nacional              | Malhação            | Indicada  |
| 2013                        | Capricho Awards                    | Troféu Pegação (com Rodrigo Simas) | Malhação            | Venceu    |
| 2014                        | Troféu Internet                    | Revelação do Ano                   | Além do Horizonte   | Indicada  |
| 2014                        | Melhores do Ano                    | Melhor Atriz Revelação             | Além do Horizonte   | Indicada  |
| 2014                        | Prêmio Contigo! de TV              | Melhor Atriz de Novela             | Além do Horizonte   | Indicada  |
| 2015                        | Troféu Internet                    | Melhor Atriz                       | Além do Horizonte   | Indicada  |
| 2015                        | Troféu Imprensa                    | Melhor Atriz                       | Além do Horizonte   | Indicada  |
| 2016                        | Prêmio Extra de Televisão          | Melhor Atriz Coadjuvante           | Totalmente Demais   | Indicada  |
| 2016                        | Troféu UOL TV e Famosos            | Melhor Atriz                       | Totalmente Demais   | Indicada  |
| 2016                        | Melhores do Ano                    | Melhor Atriz Coadjuvante           | Totalmente Demais   | Indicada  |
| 2018                        | Troféu AIB de Imprensa             | Melhor Atriz                       | O Tempo não Para    | Indicada  |
| Troféu UOL TV e Famosos     | Melhor Atriz (voto popular)        | Venceu                             | O Tempo não Para    |           |
| Prêmio Extra de Televisão   | Melhor Atriz                       | Indicada                           | O Tempo não Para    |           |
| Prêmio Área VIP             | Melhor Atriz                       | Indicada                           | O Tempo não Para    |           |
| Prêmio Gshow                | Shipp do Ano (com Nicolas Prattes) | Indicada                           | O Tempo não Para    |           |
| Prêmio The Brazilian Critic | Melhor Atriz em Telenovela         | Indicada                           | O Tempo não Para    |           |
| Melhores do Ano Natelinha   | Melhor Atriz                       | Indicada                           | O Tempo não Para    |           |
| 2019                        | Prêmio Jovem Brasileiro            | Melhor Atriz                       | O Tempo não Para    | Venceu    |
| Troféu Nelson Rodrigues     | Artes                              | Homenagem                          |                     | Venceu    |
| 2020                        | Prêmio Jovem Brasileiro            | Melhor Atriz                       | Salve-se Quem Puder | Indicada  |
| 2020                        | Prêmio BreakTudo                   | Melhor Atriz Brasileira            | Salve-se Quem Puder | Indicada  |
| 2020                        | Capricho Awards                    | Artista Nacional                   | Salve-se Quem Puder | Indicada  |
| 2022                        | Troféu Imprensa                    | Melhor Atriz                       | Salve-se Quem Puder | Indicado  |
| 2022                        | Troféu Internet                    | Melhor Atriz                       | Salve-se Quem Puder | Indicado  |